# Highway to Hell World Tour
Highway to Hell World Tour bylo koncertní turné australské hardrockové skupiny AC/DC, které sloužilo jako propagace studiového alba Highway to Hell. Jednalo se o poslední turné skupiny se zpěvákem Bonem Scottem, který pár týdnů po skončení turné tragicky zemřel.

## Setlist
1. "Live Wire"
2. "Shot Down in Flames"
3. "Hell Ain't a Bad Place to Be"
4. "Sin City"
5. "Walk All Over You"
6. "Problem Child"
7. "Bad Boy Boogie"
8. "The Jack"
9. "Highway to Hell"
10. "High Voltage"
11. "Whole Lotta Rosie"
12. "Rocker"
13. "Let There Be Rock"

## Sestava
AC/DC
- Bon Scott – (zpěv)
- Angus Young – (sólová kytara)
- Malcolm Young – (doprovodná kytara, doprovodné vokály)
- Cliff Williams – (baskytara, doprovodné vokály)
- Phil Rudd – (bicí)

## Turné v datech
| Datum                                         | Město                 | Stát          | Místo                                  |
| Evropa                                        | Evropa                | Evropa        | Evropa                                 |
| --------------------------------------------- | --------------------- | ------------- | -------------------------------------- |
| 17. srpna 1979̟                                | Bilzen                | Belgie        | Haffmans Park                          |
| 18. srpna 1979                                | Londýn                | Anglie        | Wembley Stadium                        |
| 20. srpna 1979                                | Dublin                | Irsko         | Olympic Ballroom                       |
| 21. srpna 1979                                | Dublin                | Irsko         | Olympic Ballroom                       |
| 23. srpna 1979                                | Belfast               | Severní Irsko | Ulster Hall                            |
| 24. srpna 1979                                | Belfast               | Severní Irsko | Ulster Hall                            |
| 26. srpna 1979                                | Avignon               | Francie       | neznámé místo                          |
| 27. srpna 1979                                | Aix-les-Bains         | Francie       | Verdure Theatre                        |
| 1. září 1979                                  | Norimberk             | Německo       | Zeppelinfeld                           |
| Severní Amerika                               |                       |               |                                        |
| 5. září 1979                                  | Oakland               | Spojené státy | Oakland Civic Auditorium               |
| 6. září 1979                                  | Reno                  | Spojené státy | UNR Gym                                |
| 7. září 1979                                  | Santa Cruz            | Spojené státy | Santa Cruz Civic Auditorium            |
| 8. září 1979                                  | Fresno                | Spojené státy | Warnors Theatre                        |
| 9. září 1979                                  | San Diego             | Spojené státy | San Diego Sports Arena                 |
| 10. září 1979                                 | Long Beach            | Spojené státy | Long Beach Arena                       |
| 13. září 1979                                 | Amarillo              | Spojené státy | Amarillo Civic Center                  |
| 14. září 1979                                 | Lubbock               | Spojené státy | Lubbock Municipal Auditorium           |
| 15. září 1979                                 | Midland               | Spojené státy | Chaparral Center                       |
| 16. září 1979                                 | El Paso               | Spojené státy | El Paso County Coliseum                |
| 18. září 1979                                 | McAllen               | Spojené státy | La Villa Real Convention Center        |
| 19. září 1979                                 | Corpus Christi        | Spojené státy | Memorial Coliseum                      |
| 20. září 1979                                 | Houston               | Spojené státy | Houston Music Hall                     |
| 21. září 1979                                 | Dallas                | Spojené státy | Dallas Convention Center               |
| 22. září 1979                                 | San Antonio           | Spojené státy | San Antonio Convention Center          |
| 24. září 1979                                 | Beaumont              | Spojené státy | Beaumont City Auditorium               |
| 26. září 1979                                 | Memphis               | Spojené státy | Dixon–Myers Hall                       |
| 27. září 1979                                 | Nashville             | Spojené státy | Nashville Municipal Auditorium         |
| 28. září 1979                                 | Johnson City          | Spojené státy | Freedom Hall Civic Center              |
| 29. září 1979                                 | Charlotte             | Spojené státy | Charlotte Coliseum                     |
| 30. září 1979                                 | Greenville            | Spojené státy | Greenville Memorial Auditorium         |
| 2. října 1979                                 | Knoxville             | Spojené státy | Knoxville Civic Coliseum               |
| 3. října 1979                                 | Greensboro            | Spojené státy | Greensboro Coliseum                    |
| 5. října 1979                                 | Jacksonville          | Spojené státy | Jacksonville Coliseum                  |
| 6. října 1979                                 | Birmingham            | Spojené státy | Boutwell Memorial Auditorium           |
| 7. října 1979                                 | Dothan                | Spojené státy | Dothan Civic Center                    |
| 8. října 1979                                 | Atlanta               | Spojené státy | Fox Theatre                            |
| 10. října 1979                                | Columbia              | Spojené státy | Carolina Coliseum                      |
| 12. října 1979                                | Norfolk               | Spojené státy | Norfolk Scope                          |
| 13. října 1979                                | Wheeling              | Spojené státy | Wheeling Civic Center                  |
| 14. října 1979                                | Charleston            | Spojené státy | Charleston Civic Center                |
| 16. října 1979                                | Towson                | Spojené státy | Towson Center                          |
| 17. října 1979                                | Buffalo               | Spojené státy | Shea's Performing Arts Center          |
| 18. října 1979                                | Cleveland             | Spojené státy | Public Auditorium                      |
| 19. října 1979                                | Chicago               | Spojené státy | Aragon Ballroom                        |
| 20. října 1979                                | Toledo                | Spojené státy | Toledo Sports Arena                    |
| 21. října 1979                                | Columbus              | Spojené státy | St. John Arena                         |
| Evropa                                        |                       |               |                                        |
| 26. října 1979                                | Newcastle             | Anglie        | Mayfair Ballroom                       |
| 27. října 1979                                | Glasgow               | Skotsko       | The Apollo                             |
| 28. října 1979                                | Glasgow               | Skotsko       | The Apollo                             |
| 29. října 1979                                | Manchester            | Anglie        | Manchester Apollo                      |
| 30. října 1979                                | Manchester            | Anglie        | Manchester Apollo                      |
| 1. listopadu 1979                             | Londýn                | Anglie        | Hammersmith Odeon                      |
| 2. listopadu 1979                             | Londýn                | Anglie        | Hammersmith Odeon                      |
| 3. listopadu 1979                             | Londýn                | Anglie        | Hammersmith Odeon                      |
| 4. listopadu 1979                             | Londýn                | Anglie        | Hammersmith Odeon                      |
| 5. listopadu 1979                             | Liverpool             | Anglie        | Liverpool Empire Theatre               |
| 6. listopadu 1979                             | Liverpool             | Anglie        | Liverpool Empire Theatre               |
| 8. listopadu 1979                             | Stafford              | Anglie        | Bingley Hall                           |
| 9. listopadu 1979                             | Leicester             | Anglie        | De Montfort Hall                       |
| 11. listopadu 1979                            | Brusel                | Belgie        | Forest National                        |
| 12. listopadu 1979                            | Amsterdam             | Nizozemsko    | Jaap Edenhal                           |
| 13. listopadu 1979                            | Kolín nad Rýnem       | Německo       | Sartory-Saal                           |
| 14. listopadu 1979                            | Hannover              | Německo       | Eilenriedehalle                        |
| 16. listopadu 1979                            | Essen                 | Německo       | Grugahalle                             |
| 17. listopadu 1979                            | Kürnach               | Německo       | Kurnachtal-Halle                       |
| 19. listopadu 1979                            | Pasov                 | Německo       | Niderbeiernhalle                       |
| 20. listopadu 1979                            | Offenbach nad Mohanem | Německo       | Stadthalle                             |
| 21. listopadu 1979                            | Dortmund              | Německo       | Westfalenhallen                        |
| 22. listopadu 1979                            | Brémy                 | Německo       | Stadthalle                             |
| 23. listopadu 1979                            | Hamburk               | Německo       | Messehallen                            |
| 24. listopadu 1979                            | Mnichov               | Německo       | Circus Krone Building                  |
| 25. listopadu 1979                            | Bern                  | Švýcarsko     | Festhalle                              |
| 27. listopadu 1979                            | Řezno                 | Německo       | RT Halle                               |
| 28. listopadu 1979                            | Ravensburg            | Německo       | Oberschwabenhalle                      |
| 29. listopadu 1979                            | Hof                   | Německo       | Freiheitshalle                         |
| 30. listopadu 1979                            | Uhingen               | Německo       | Haldenberghalle                        |
| 1. prosince 1979                              | Ludwigshafen          | Německo       | Friedrich-Ebert-Halle                  |
| 2. prosince 1979                              | Neunkirchen           | Německo       | Hemmerleinhalle                        |
| 3. prosince 1979                              | Berlín                | Německo       | Eissportahalle                         |
| 4. prosince 1979                              | Offenbach nad Mohanem | Německo       | Stadthalle Offenbach                   |
| 6. prosince 1979                              | Mety                  | Francie       | Metz Expo Hall                         |
| 7. prosince 1979                              | Remeš                 | Francie       | Palais Des Sports                      |
| 8. prosince 1979                              | Lille                 | Francie       | Foire Commerciale                      |
| 9. prosince 1979 (2 koncerty)                 | Paříž                 | Francie       | Pavillon de Paris                      |
| 10. prosince 1979                             | Grenoble              | Francie       | Parc Expo                              |
| 11. prosince 1979                             | Lyon                  | Francie       | Palais des Sports                      |
| 12. prosince 1979                             | Clermont-Ferrand      | Francie       | Clermont-Ferrand Sports Hall           |
| 13. prosince 1979                             | Montpellier           | Francie       | Palais Des Sports                      |
| 14. prosince 1979                             | Nice                  | Francie       | Théâtre de verdure de Nice             |
| 15. prosince 1979                             | Nice                  | Francie       | Théâtre de verdure de Nice             |
| 17. prosince 1979                             | Londýn                | Anglie        | Hammersmith Apollo                     |
| 19. prosince 1979                             | Brighton              | Anglie        | Brighton Centre                        |
| 20. prosince 1979                             | Birmingham            | Anglie        | Birmingham Odeon                       |
| 21. prosince 1979                             | Birmingham            | Anglie        | Birmingham Odeon                       |
| Evropa                                        |                       |               |                                        |
| 16. ledna 1980                                | Poitiers              | Francie       | Poitiers Arena                         |
| 17. ledna 1980                                | Bordeaux              | Francie       | Bordeaux Sports Palace                 |
| 18. ledna 1980                                | Toulouse              | Francie       | Muret – Gymnase du Lycée Pierre Aragon |
| 19. ledna 1980                                | Lyon                  | Francie       | Palais des Sports de Gerland           |
| 20. ledna 1980                                | Rouen                 | Francie       | neznámé místo                          |
| 21. ledna 1980                                | Nantes                | Francie       | Stade de la Beaujoire                  |
| 22. ledna 1980                                | Brest                 | Francie       | Parc de Penfeld                        |
| 23. ledna 1980                                | Le Mans               | Francie       | La Rotonde                             |
| 25. ledna 1980                                | Newcastle             | Anglie        | Mayfair Ballroom                       |
| 27. ledna 1980 (poslední koncert Bona Scotta) | Southampton           | Anglie        | Mayflower Theatre                      |